# Liste der Baudenkmäler in Anzing

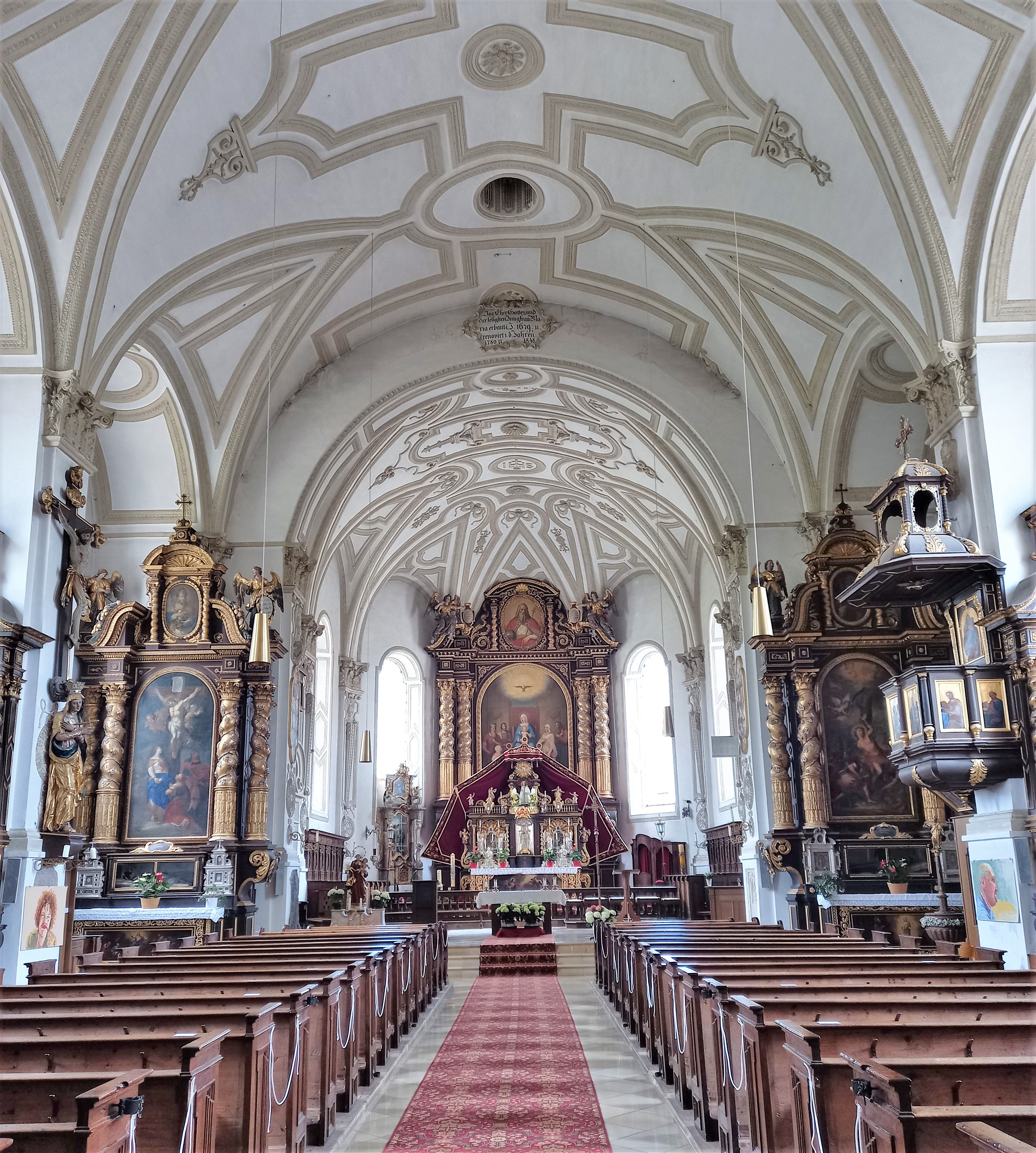
Innenraum von Mariä Geburt in Anzing

Auf dieser Seite sind die Baudenkmäler in der oberbayerischen Gemeinde Anzing zusammengestellt. Diese Tabelle ist eine Teilliste der Liste der Baudenkmäler in Bayern. Grundlage ist die Bayerische Denkmalliste, die auf Basis des Bayerischen Denkmalschutzgesetzes vom 1. Oktober 1973 erstmals erstellt wurde und seither durch das Bayerische Landesamt für Denkmalpflege geführt wird. Die folgenden Angaben ersetzen nicht die rechtsverbindliche Auskunft der Denkmalschutzbehörde.

## Baudenkmäler nach Ortsteilen

### Anzing
| Lage                               | Objekt                                                              | Beschreibung | Akten-Nr.             | Bild                                                              |
| ---------------------------------- | ------------------------------------------------------------------- | --- | --------------------- | ----------------------------------------------------------------- |
| Erdinger Straße 2 (Standort)       | Katholische Pfarrkirche Mariä Geburt und ehemalige Wallfahrtskirche | Barocker Wandpfeilerbau mit stark eingezogenem Polygonalchor, angefügter Sakristei und südlichem Flankenturm mit Zwiebelhaube, von Jörg Zwerger, 1677/81; mit Ausstattung Kriegerdenkmal, Figurengruppe auf hohem Postament und Treppensockel, mit massiver Einfriedung, Tuffstein, bezeichnet „1922“ | D-1-75-111-1 Wikidata | weitere Bilder                                                    |
| Erdinger Straße 3 (Standort)       | Ehemaliger Pfarrhof, jetzt Pfarramt                                 | Zweigeschossiger verputzter Einfirsthof mit Satteldach auf hohem Kellergeschoss, abgesetzter Stalltrakt mit Bohlenstube im verbretterten Obergeschoss wohl frühes 18. Jahrhundert, Wohnteil erneuert 1840                                                                                             | D-1-75-111-2 Wikidata | weitere Bilder                                                    |
| Friedrich-Gerg-Straße 1 (Standort) | Wohnteil des ehemaligen Einfirsthofs (sogenannt Beim Beichthuber)   | Erdgeschossiger Putzbau mit steilem Satteldach, Gred, Stüberlvorbau und Vortreppe, 1806 | D-1-75-111-3 Wikidata | Wohnteil des ehemaligen Einfirsthofs (sogenannt Beim Beichthuber) |
| Hirnerstraße 2 (Standort)          | Gasthof Alte Post und ehemalige Poststation                         | Zweigeschossiger verputzter Giebelbau mit zwei Bodenerkern, barockem Portal und steilem Satteldach, 1766 | D-1-75-111-4 Wikidata | weitere Bilder                                                    |
| Högerstraße 20 (Standort)          | Ehemaliges Forstamt, Wohnteil des ehemaligen Einfirsthofes          | Zweigeschossiger giebelständiger Satteldachbau mit Putzgliederung, 1755 | D-1-75-111-6 Wikidata | weitere Bilder                                                    |
| Högerstraße 21 (Standort)          | Taubenkobel                                                         | Holzkonstruktion in Form eines Bauernhauses, bezeichnet „1926“ | D-1-75-111-7 Wikidata | weitere Bilder                                                    |
| Högerstraße 24 (Standort)          | Ehemalige Schlosskapelle Heilig Kreuz (sogenannte Högerkapelle)     | Quadratischer Zentralbau mit Vorhalle und Westturm sowie Hoegergruft, im Stil des Barock, 1669/99, Anbau einer Heiligen Stiege 1704/21; mit Ausstattung | D-1-75-111-8 Wikidata | weitere Bilder                                                    |

### Frotzhofen
| Lage                     | Objekt      | Beschreibung | Akten-Nr.     | Bild |
| ------------------------ | ----------- | --- | ------------- | ---- |
| Kirchenweg 11 (Standort) | Einfirsthof | erdgeschossiger Satteldachbau, um 1820/30, zum Wohn- und Atelierhaus und Atelier des Künstlerehepaares Loher-Schmeck umgebaut, um 1950 | D-1-75-111-14 | BW   |

### Froschkern
| Lage                      | Objekt      | Beschreibung | Akten-Nr.             | Bild           |
| ------------------------- | ----------- | --- | --------------------- | -------------- |
| Froschkern 10 (Standort)  | Einfirsthof | zweigeschossiger langgestreckter Satteldachbau mit Kniestock und Putzgliederung, schmiedeeisernem Balkon an der südlichen Traufseite des Wohnteils und abgeschlepptem Vordach am Wirtschaftsteil, um 1900, im Kern wohl älter | D-1-75-111-15         | BW             |
| Froschkernland (Standort) | Kapelle     | Kleine verputzte Einraumkapelle mit dreiseitigem Chorschluss und Satteldach, 1891; mit Ausstattung | D-1-75-111-9 Wikidata | weitere Bilder |

### Garkofen
| Lage                  | Objekt                               | Beschreibung                                          | Akten-Nr.              | Bild                                 |
| --------------------- | ------------------------------------ | ----------------------------------------------------- | ---------------------- | ------------------------------------ |
| Garkofen 1 (Standort) | Wohnteil des ehemaligen Zweiseithofs | Erdgeschossiger Satteldachbau mit Giebelluke, um 1840 | D-1-75-111-10 Wikidata | Wohnteil des ehemaligen Zweiseithofs |

### Heilig Kreuz
| Lage                   | Objekt                  | Beschreibung | Akten-Nr.              | Bild           |
| ---------------------- | ----------------------- | --- | ---------------------- | -------------- |
| Mühlenweg 8 (Standort) | Hofkapelle Heilig Kreuz | Kleiner neugotischer Saalbau mit Vorhalle, dreiseitigem Chorschluss und massivem Dachreiter, 1913; mit Ausstattung | D-1-75-111-12 Wikidata | weitere Bilder |

### Mauerstetten
| Lage                      | Objekt                  | Beschreibung                                                                                 | Akten-Nr.              | Bild                    |
| ------------------------- | ----------------------- | -------------------------------------------------------------------------------------------- | ---------------------- | ----------------------- |
| Mauerstetten 1 (Standort) | Wohnteil des Hakenhofes | Zweigeschossiger Satteldachbau mit Kniestock und Halbgeschoss im historisierenden Stil, 1904 | D-1-75-111-13 Wikidata | Wohnteil des Hakenhofes |

## Ehemalige Baudenkmäler
In diesem Abschnitt sind Objekte aufgeführt, die früher einmal in der Denkmalliste eingetragen waren, jetzt aber nicht mehr. Objekte, die in anderem Zusammenhang also z. B. als Teil eines Baudenkmals weiter eingetragen sind, sollen hier nicht aufgeführt werden. Aktennummern in diesem Abschnitt sind ehemalige, jetzt nicht mehr gültige Aktennummern.

| Lage                               | Objekt                                                            | Beschreibung                                                      | Akten-Nr.              | Bild                                                              |
| ---------------------------------- | ----------------------------------------------------------------- | ----------------------------------------------------------------- | ---------------------- | ----------------------------------------------------------------- |
| Anzing Högerstraße 12 (Standort)   | Wohnteil des ehemaligen Einfirsthofes (sogenannt Beim Salzkramer) | Erdgeschossiger Putzbau mit steilem Satteldach, bezeichnet „1831“ | D-1-75-111-5 Wikidata  | Wohnteil des ehemaligen Einfirsthofes (sogenannt Beim Salzkramer) |
| Garkofen bei Haus Nr. 1 (Standort) | Kapelle                                                           | Neugotisch, mit Dachreiter, wohl 1894; mit Ausstattung            | D-1-75-111-11 Wikidata | weitere Bilder                                                    |